# ストーヤイ・デメ
ストーヤイ・デメ （Sztójay Döme、1883年1月5日 - 1946年8月22日）は、ハンガリーの軍人、政治家、外交官。大将。首相。セルビア系で、セルビア名はストヤコヴィッチ（キリル表記Стоякович、ラテン表記：Sztojakovics）。ナチス・ドイツの支持を得てハンガリーの首相に就任し親独政策を行ったが、連合国との講和を模索する摂政ホルティ・ミクローシュによって解任された。

## 生涯

### 軍人・外交官
オーストリア・ハンガリー軍に入隊後第一次世界大戦に従軍、戦時中に大佐に昇進する。終戦後は一時ユーゴスラビア軍に入隊した後、1919年にホルティ・ミクローシュの率いるハンガリー国民軍に参加し、共産主義者に対する白色テロに従事した。

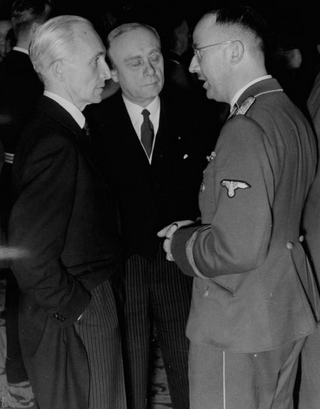
1941年11月26日、ハインリヒ・ヒムラー（右）と談笑するストーヤイ（中央）とバールドッシ・ラースロー（左）

ホルティ政権下のハンガリー軍では少将に昇進し防諜部門を担当した後、1925年に駐ベルリン駐在武官に任命され、ドイツの軍部と政界で交友を広めた。また、1927年には姓名をハンガリー式の「ストーヤイ」に改めた。1933年から1935年まで国防省で勤務した後、同年に中将に昇進し駐ドイツ大使に任命され1942年まで務めた。大使在任中はナチス最高指導部のアドルフ・ヒトラー、ヨーゼフ・ゲッベルスと親交を深め、ドイツの政策を支持するようにハンガリー本国に働き掛けた。
1944年3月、ドイツ軍はマルガレーテI作戦によってハンガリーを占領し、連合国との講和を模索していたカーロイ・ミクローシュ首相を解任し、ホルティを軟禁した。ドイツ特使のエトムント・フェーゼンマイヤーは、ドイツに協力的なイムレーディ・ベーラを首相に任命するようにホルティに提案したが、ホルティは提案を拒否し、代わりにストーヤイを推薦した。ホルティはストーヤイが親独的であることは知っていたが、大蔵官僚のイムレーディよりも、軍人であるストーヤイの方がドイツの圧力に抵抗出来ると考えていた。フェーゼンマイヤーも親独派のストーヤイの首相就任に同意したため、3月22日にストーヤイは首相兼外務大臣に就任した。

### 首相

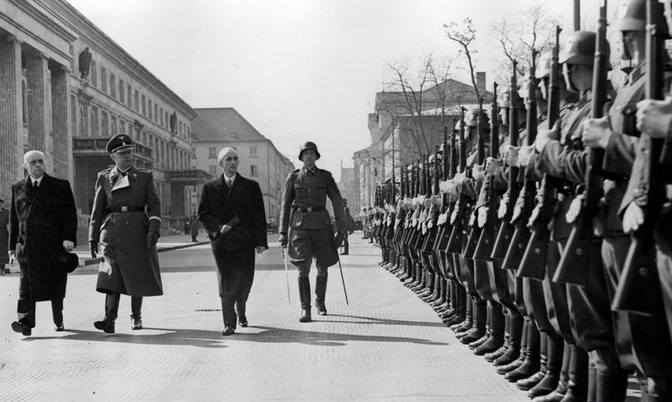
1941年3月、親衛隊部隊を閲兵するストーヤイ（左端）とバールドッシ（左から3人目）

ストーヤイはドイツの政策を支持し、東部戦線におけるハンガリー軍の増強を図ると同時に、活動を禁止されていたファシズム政党・矢十字党を合法化する一方で左派政党を解散させ、ハンガリーに拘留されていた全政治犯をゲシュタポに引き渡した。また、ホルティが首相就任を拒否したイムレーディを大蔵大臣に任命するなど、ナチス寄りの人物で内閣を固めた。
しかし、ユダヤ人の強制移送を進めたことでホルティの反感を買ったため解任されそうになるが、ヒトラーの介入により慰留された。その後、ホルティは8月7日にユダヤ人の強制移送を停止させると同時にイムレーディを財務大臣から解任し、ストーヤイに圧力を掛けた。病気のため入院していたストーヤイは24日に辞任することに合意し、29日に首相を辞任し、親英米派のラカトシュ・ゲーザ将軍が後任の首相になった。10月15日のパンツァーファウスト作戦でホルティとラカトシュが失脚した際は病気のため再任されず、矢十字党のサーラシ・フェレンツが新首相に任命された。

### 死去
1945年4月、ドイツ軍がソ連軍によって駆逐されると、ストーヤイはハンガリーを脱出しアメリカ軍に投降するが、10月にハンガリー臨時国民政府に引き渡され、ハンガリーで人民裁判に掛けられた。
1946年3月22日、ハンガリー人民裁判所により戦争犯罪で死刑判決を言い渡され、8月22日に銃殺刑が執行された。